# Take My Head
Take My Head – drugi studyjny album Archive. Powstał we współpracy Danny'ego Griffithsa i Dariusa Keelera z wokalistką Suzanne Wooder.

## Lista utworów
1. "You Make Me Feel" – 4:06
2. "The Way You Love Me" – 3:33
3. "Brother" – 3:44
4. "Well Known Sinner" – 4:23
5. "The Pain Gets Worse" – 4:34
6. "Woman" – 3:39
7. "Cloud in the Sky" – 4:41
8. "Take My Head" – 4:39
9. "Love in Summer" – 4:58
10. "Rest My Head on You" – 3:56

"Home in Summer" – 2:00 (Ukryty utwór)
Album zawiera ukryty utwór, który rozpoczyna się minutę po zakończeniu "Rest My Head on You".